# 楽山市

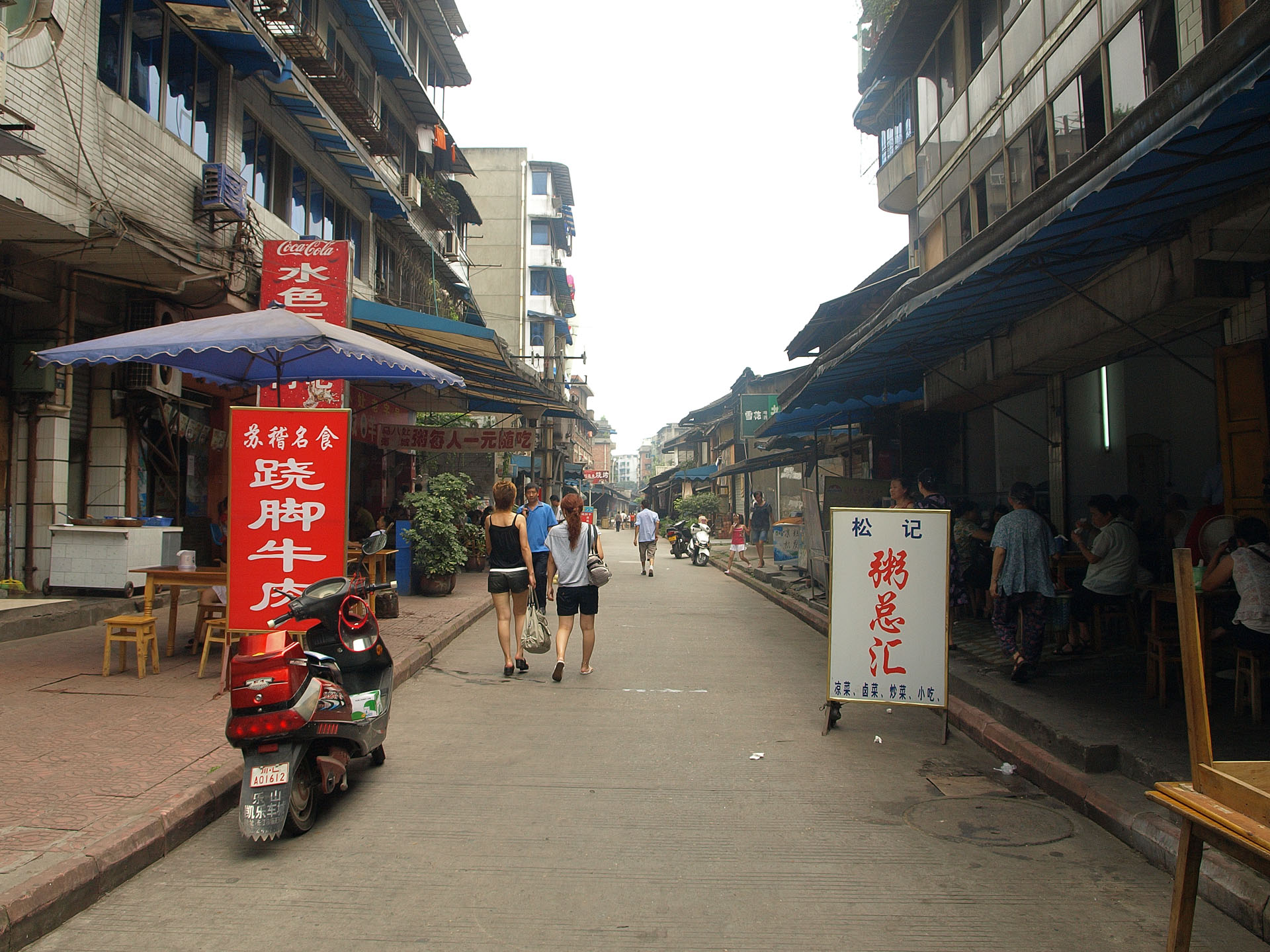
住宅街

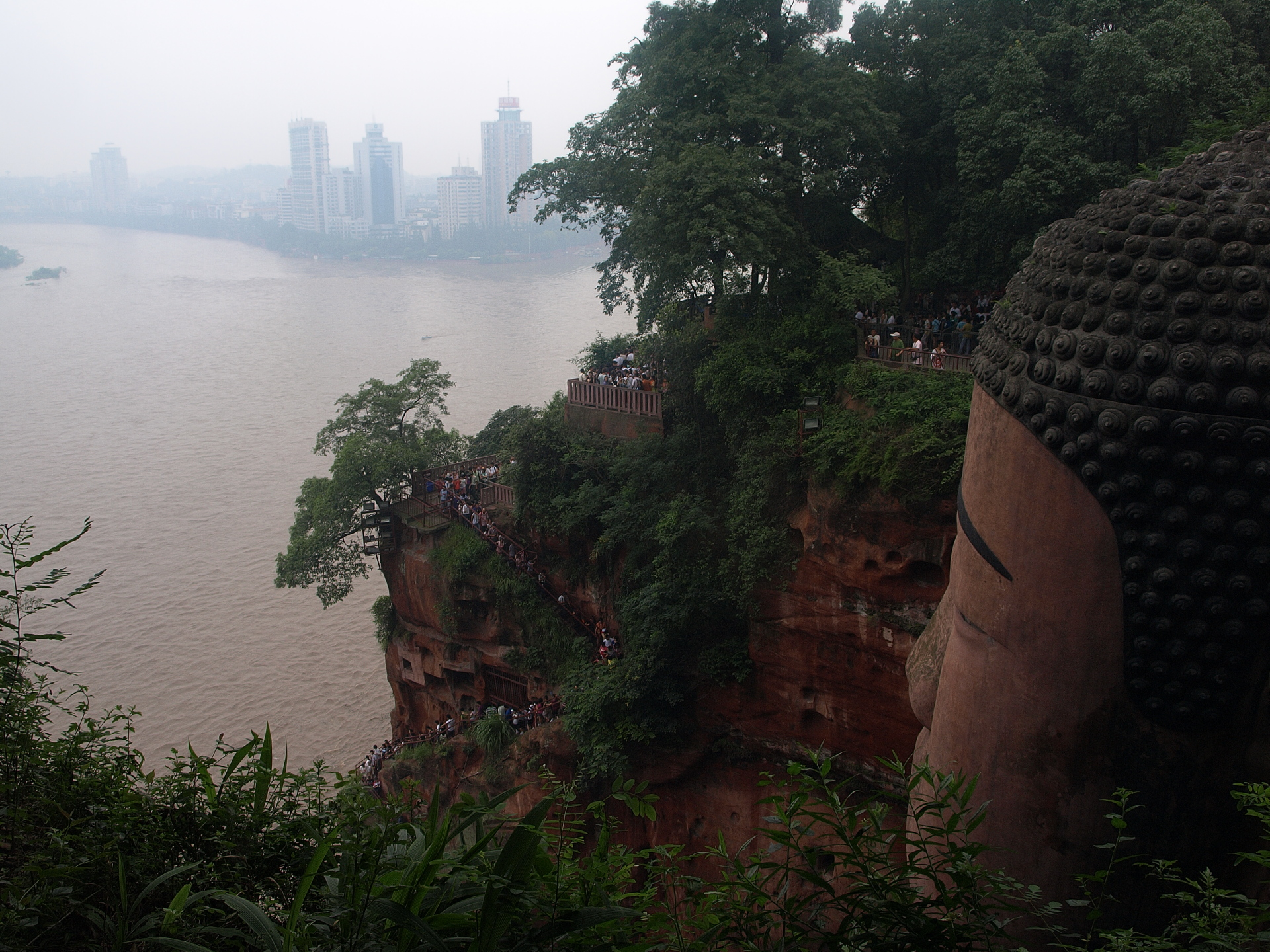
楽山大仏と市街地

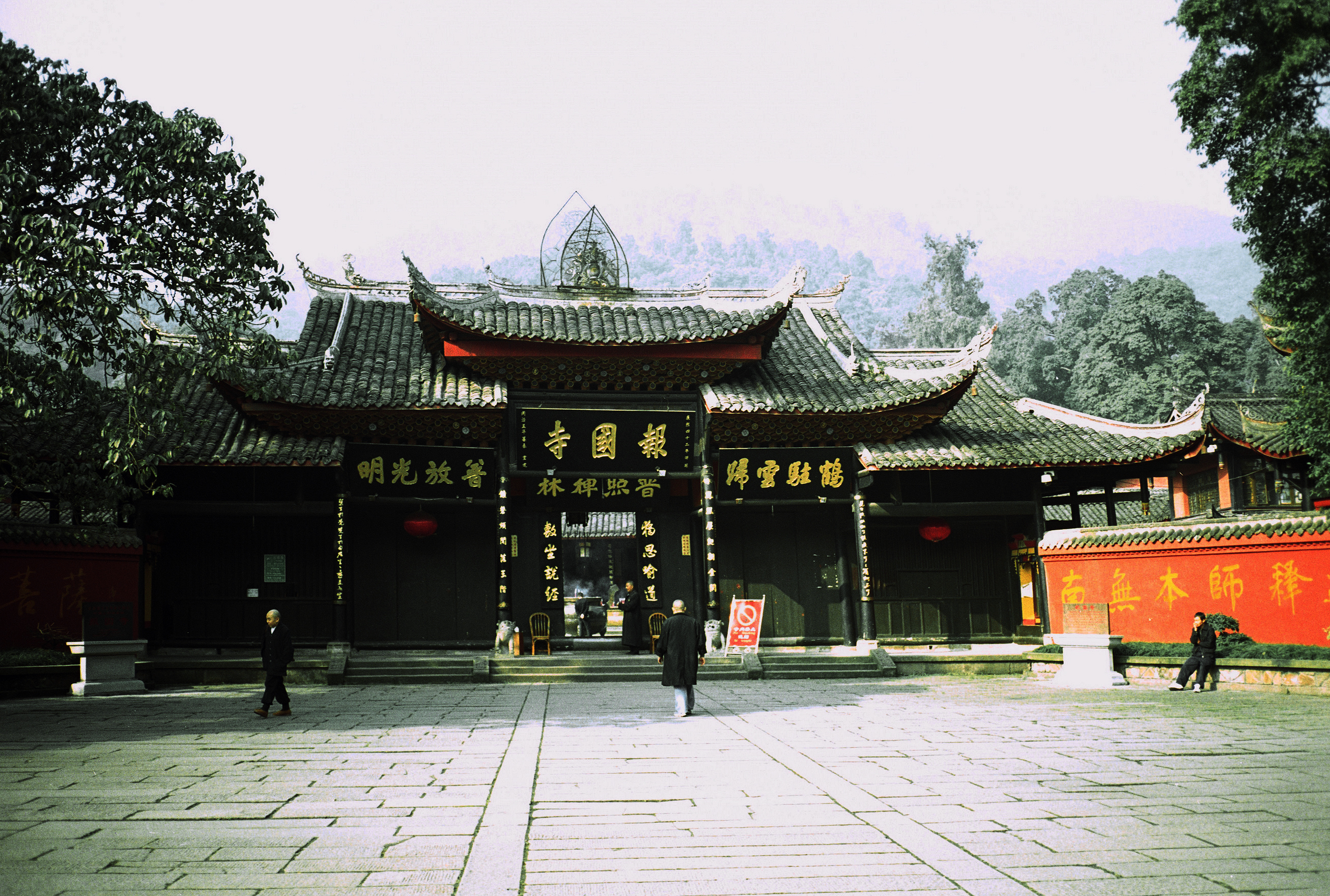
峨眉山報国寺

楽山市（らくさん-し）は、中華人民共和国四川省の中南部に位置する地級市。成都から南に約120km離れている。

## 地理
北は眉山市、東は自貢市と宜賓市、南は涼山イ族自治州、西は雅安市と接している。
長江水系の岷江（びんこう）に大渡河（だいとが）および青衣江が合流する場所である。丘陵地帯が主で、市西南部は山地、川沿いは沖積平野である。気候は温和で湿潤、四季がはっきりしており雨量は多く、春と冬が過ごしやすい。平均海抜は500メートル、年降水量1,394ミリメートル、年平均気温は17.2℃。

## 歴史
- 古代 - 成都周辺一帯に長江文明が栄えていたとされるが、資料文献がほとんどないため詳細は研究途上である。
- 周代 - 成王により峨眉山が道教の聖地として栄える。
- 春秋時代 - 古蜀の王である開明が治めていたとされる。
- 秦代 - 古蜀が秦に統一され、「南安県」が置かれる。秦代から漢代にかけて製塩と製鉄業が発達したとされる。
- 後漢時代 - インドから仏教が伝来し、峨眉山が仏教の聖地となる。
- 三国時代 - 蜀の領土となる。
- 562年 - 北周の領土となり、「青州」と命名される。
- 579年 - 「嘉州」に改称される。
- 北宋時代 - 「嘉定府」に改められる。
- 元代 - 「嘉定路」となる。
- 明代 - 「嘉定州」に改められる。明代から清代にかけてキリスト教（カトリック）、イスラム教が峨眉山に持ち込まれる。
- 1734年（清代） - 「楽山県」となる。
- 1950年 - 楽山地区となる。
- 1978年 - 地級市に昇格し、楽山市となる。
- 1997年 - 行政区画の改変にともない、眉山をはじめとする6県が市として独立する。

## 行政区画
4市轄区・1県級市・4県・2自治県を管轄下に置く。
- 市轄区：
  - 市中区・五通橋区・沙湾区・金口河区
- 県級市：
  - 峨眉山市
- 県：
  - 犍為県・井研県・夾江県・沐川県
- 自治県：
  - 峨辺イ族自治県・馬辺イ族自治県

| 楽山市の地図                                                                                       |
| -------------------------------------------------------------------------------------------------- |
| 市中区 沙湾区 五通橋区 金口河区 犍為県 井研県 夾江県 沐川県 峨辺イ族自治県 馬辺イ族自治県 峨眉山市 |

### 年表
この節の出典

#### 川南行署区楽山専区
- 1949年10月1日 - 中華人民共和国川南行署区楽山専区が成立。楽山県・犍為県・沐川県・屏山県・雷波県・馬辺県・峨辺県・峨眉県が発足。(8県)
- 1950年5月 - 内江専区井研県を編入。(9県)
- 1951年8月24日 - 犍為県の一部が分立し、五通橋市が発足。(1市9県)
- 1952年3月19日 - 犍為県の一部が井研県に編入。(1市9県)
- 1952年4月19日 - 内江専区栄県の一部が井研県に編入。(1市9県)
- 1952年7月30日 - 井研県の一部が内江専区栄県に編入。(1市9県)
- 1952年8月4日 - 犍為県の一部が五通橋市に編入。(1市9県)
- 1952年8月7日 - 四川省の成立により、四川省楽山専区となる。

#### 四川省楽山地区
- 1952年10月4日 - 犍為県の一部が楽山県に編入。(1市9県)
- 1952年12月29日 - 楽山県の一部が井研県に編入。(1市9県)
- 1953年1月15日 - 井研県の一部が内江専区栄県に編入。(1市9県)
- 1953年1月21日 - 犍為県の一部が沐川県に編入。(1市9県)
- 1953年3月10日 - 眉山専区夾江県・青神県・眉山県・丹棱県・洪雅県・彭山県を編入。(1市15県)
- 1953年5月9日 (1市15県)
  - 井研県の一部が青神県に編入。
  - 内江専区栄県の一部が井研県・犍為県に分割編入。
  - 犍為県の一部が内江専区栄県に編入。
- 1953年8月30日 (1市15県)
  - 楽山県の一部(原口郷の一部)が井研県に編入。
  - 井研県の一部(磨池郷の一部)が楽山県に編入。
- 1953年12月29日 - 内江専区栄県の一部が井研県・犍為県に分割編入。(1市15県)
- 1954年1月15日 - 眉山県の一部が夾江県に編入。(1市15県)
- 1954年1月29日 - 内江専区栄県の一部が井研県に編入。(1市15県)
- 1954年3月22日 - 丹棱県の一部が西康省雅安専区雅安県に編入。(1市15県)
- 1954年5月29日 - 犍為県の一部が沐川県に編入。(1市15県)
- 1954年9月10日 (1市15県)
  - 内江専区仁寿県の一部(新興郷および黄興郷の一部)が井研県に編入。
  - 井研県の一部(竜池郷・全福郷の各一部)が内江専区仁寿県に編入。
- 1954年10月7日 (1市15県)
  - 五通橋市の一部(西溶鎮・建政郷・民権郷・三和郷・前進郷・石麟郷・沫渓郷・公平郷・互合郷・諸益郷・冠英郷・楊家郷)が楽山県に編入。
  - 楽山県の一部(新廟郷・杉樹郷および新雲郷・青塘郷の各一部)が五通橋市に編入。
- 1954年11月 - 屏山県の一部が雷波県・馬辺県に分割編入。(1市15県)
- 1955年4月13日 - 沐川県の一部が犍為県に編入。(1市15県)
- 1955年11月9日 - 雷波県が涼山イ族自治州に編入。(1市14県)
- 1955年11月16日 - 洪雅県の一部が雅安専区雅安県に編入。(1市14県)
- 1955年12月 (1市14県)
  - 沐川県の一部が馬辺県に編入。
  - 屏山県の一部が涼山イ族自治州雷波県に編入。
- 1956年5月29日 (1市14県)
  - 夾江県の一部(太平郷の一部)が洪雅県に編入。
  - 洪雅県の一部(余坪郷の一部)が夾江県に編入。
- 1956年6月27日 - 峨辺県の一部が雅安専区漢源県に編入。(1市14県)
- 1956年10月15日 (1市14県)
  - 犍為県の一部が五通橋市に編入。
  - 夾江県の一部が峨眉県に編入。
- 1956年12月17日 (1市14県)
  - 楽山県・夾江県の各一部が青神県に編入。
  - 楽山県の一部が夾江県に編入。
  - 屏山県の一部が涼山イ族自治州雷波県に編入。
- 1957年2月9日 - 屏山県が宜賓専区に編入。(1市13県)
- 1958年6月2日 - 内江専区仁寿県の一部が井研県に編入。(1市13県)
- 1958年10月18日 - 内江専区仁寿県を編入。(1市14県)
- 1958年11月25日 (1市14県)
  - 峨眉県の一部が洪雅県に編入。
  - 馬辺県の一部が涼山イ族自治州洪渓県に編入。
- 1959年3月22日 (11県)
  - 丹棱県が洪雅県に編入。
  - 彭山県・青神県が眉山県に編入。
  - 五通橋市が楽山県に編入。
- 1959年8月28日 - 眉山県の一部が夾江県に編入。(11県)
- 1960年12月26日 (11県)
  - 夾江県の一部(太平郷の一部)が洪雅県に編入。
  - 洪雅県の一部(三宝郷の一部)が夾江県に編入。
  - 楽山県の一部が峨眉県に編入。
- 1962年10月20日 (14県)
  - 眉山県の一部が分立し、彭山県・青神県が発足。
  - 洪雅県の一部が分立し、丹棱県が発足。
- 1963年12月30日 - 涼山イ族自治州美姑県の一部が峨辺県に編入。(14県)
- 1968年9月 - 楽山専区が楽山地区に改称。(14県)
- 1970年3月21日 - 馬辺県の一部が峨辺県に編入。(14県)
- 1974年9月6日 - 内江地区栄県の一部が井研県に編入。(14県)
- 1976年4月6日 (14県)
  - 楽山県の一部が犍為県に編入。
  - 井研県の一部が青神県に編入。
- 1977年7月23日 - 仁寿県の一部が内江地区簡陽県に編入。(14県)
- 1977年9月24日 - 仁寿県の一部が成都市双流県に編入。(14県)
- 1978年11月4日 - 夾江県の一部が洪雅県に編入。(14県)
- 1979年10月5日 - 峨辺県の一部が分立し、金口河工農区が発足。(14県1工農区)
- 1979年11月7日 - 眉山県の一部が夾江県に編入。(14県1工農区)
- 1979年11月16日 - 楽山県が市制施行し、楽山市となる。(1市13県1工農区)
- 1982年8月2日 - 内江地区簡陽県の一部が仁寿県に編入。(1市13県1工農区)
- 1984年4月9日 (1市11県2自治県1工農区)
  - 馬辺県が自治県に移行し、馬辺イ族自治県となる。
  - 峨辺県が自治県に移行し、峨辺イ族自治県となる。
- 1984年11月28日 - 楽山市の一部が峨眉県に編入。(1市11県2自治県1工農区)
- 1985年2月11日 
  - 楽山市が地級市の楽山市に昇格。
  - 仁寿県・眉山県・犍為県・井研県・峨眉県・夾江県・洪雅県・彭山県・沐川県・青神県・丹棱県・峨辺イ族自治県・馬辺イ族自治県・金口河工農区が楽山市に編入。

#### 楽山市
- 1985年2月11日 - 楽山地区楽山市が地級市の楽山市に昇格。市中区・五通橋区・沙湾区を設置。(4区11県2自治県)
  - 楽山地区仁寿県・眉山県・犍為県・井研県・峨眉県・夾江県・洪雅県・彭山県・沐川県・青神県・丹棱県・峨辺イ族自治県・馬辺イ族自治県・金口河工農区を編入。
  - 金口河工農区が区に移行し、金口河区となる。
- 1988年9月14日 - 峨眉県が市制施行し、峨眉山市となる。(4区1市10県2自治県)
- 1997年5月30日 - 眉山県・洪雅県・丹棱県・彭山県・仁寿県・青神県が眉山地区に編入。(4区1市4県2自治県)

## 経済
楽山市の域内総生産比率は第一次産業16.6%、第二次産業58.7%、第三次産業24.7%である。
工業部門では多結晶シリコンと太陽電池、建築資材（セメントなど）、塩・燐工業、クリーンエネルギー、農産物加工が5大産業となっている。「楽山ハイテク産業開発区」が設置されており、太陽電池関連の研究では中国内でも1、2を争う規模である。海外からの投資も盛んで、国際金融公社、オン・セミコンダクターなどが進出している。
イネ、小麦をはじめとして茶、野菜、果物の生産高が多い。漁業、畜産業（養豚、養鶏、養蚕）、林業も盛んである。
燐、岩塩、石灰石、高陵土、天然ガス、石膏、白雲石、ミネラルウォーター、硫酸ナトリウムの埋蔵量が比較的豊富である。また、豊富な水資源を生かして2基の水力発電所がある。

## 教育
西南交通大学（峨眉校区）、成都理工大学（工程技術学院）、成都中医薬大学（峨眉学院）、楽山師範学院、楽山職業技術学院の5つの大学級の高等教育施設がある。

## 自然
楽山市には希少な動植物が数多く生息している。カタヤ属（マツの一種）、ハンカチノキ、アケボノスギ、などの稀少植物、そしてパンダ、枯葉蝶などの稀少動物はいずれも保護の対象となっている。

## 交通

### 航空
成都双流国際空港が楽山市に最も近い。市内から北へ約100km。楽山空港を建設中。

### 鉄道
成都市と昆明市を結ぶ成昆線が楽山市を通る。楽山市内には数駅あるが、最も多くの列車が停車するのは峨眉山市にある峨眉駅である。
- 中国鉄路総公司
  - 中国鉄路成都局集団公司
    - 成貴旅客専用線
    - 成昆線

### 道路
- 成楽高速道路が成都市と楽山市を結んでいる。約132km、1時間半-2時間。
- 楽自高速道路
- 楽宜高速道路
- 楽山環城高速（建設中）
- 楽山市はバス網が発達している。市内に点在する各市街地間に直通バスが走っているほか、各市街地内には路線バスが走っている。

### 水路
楽山市街地そばの岷江沿いに楽山港がある。500トン級の貨物船が停泊可能。成都まで144km。楽山大仏の遊覧船も発着する。

## 名所・旧跡・観光スポット
楽山市は豊富な観光資源を持ち、国内外合わせた観光客数は1234万人、観光収入は91.4億元にのぼる（2008年）。
- 楽山大仏 - 唐代に造営された世界最大の石仏。峨眉山（峨眉山市）とともに「峨眉山と楽山大仏」として世界遺産に登録されている。両者は50kmほど離れている。
- 楽山夾江千仏岩 - 青衣江の絶壁に数千もの石仏が彫り込まれた名勝。楽山駅から北西に約2km。
- 郭沫若旧宅 - 近代中国の文学者であり政治家でもあった郭沫若の旧宅。沙湾駅から南に約1.5kmの市街地にある。
- 嘉陽炭鉱鉄道（芭石鉄路） - 嘉陽小火車（嘉阳小火车）とも呼ばれる軌間762mmの軽便鉄道。蒸気機関車が牽引する貨客混載の列車が19.84kmの距離を一日4往復している。1959年7月12日に石炭の運搬手段として開通し、四川嘉陽集団有限責任公司（電力会社）によって運行されている。一時は廃止も検討されたが2004年5月に撤回、2006年4月18日に楽山市人民政府から工業遺産に指定され、文化財として保護されている[2]。近年は中国国内のみならず日本や欧州からの観光客も多く訪れる。楽山中心部から車で1時間半ほど南下した嘉陽の町にある。
- 黒竹溝（峨辺県）- 中国のバミューダ三角。
- 金口河大峡谷
- 烏尤寺

また、楽山市の北に隣接する眉山市の市街地には三蘇祠博物館（北宋の文学者である蘇洵・蘇軾・蘇轍の旧宅）がある。

## 健康・医療・衛生
- 楽山市市中区人民医院、楽山市市中区城北医院、楽山市市中区中医医院（楽山市第二中医医院）、五通橋区人民医院、五通橋区婦幼保健院
- 沙湾区人民医院、沙湾区婦幼保健院、金口河区人民医院、峨眉山市人民医院、峨眉山市中医医院、犍為県人民医院、井研県人民医院
- 夾江県人民医院、沐川県人民医院、峨辺彝族自治県人民医院、馬辺彝族自治県人民医院

## 姉妹都市・提携都市・友好都市
- ギルバート（アメリカ アリゾナ州）
- ハービーベイ（オーストラリア クイーンズランド州）
- 市川市（日本 千葉県） - 楽山市出身の文学者である郭沫若が約10年間を過ごしたことをきっかけとして1980年4月に友好都市となった[3]。